# Onomastus quinquenotatus
Onomastus quinquenotatus är en spindelart som beskrevs av Simon 1900. Onomastus quinquenotatus ingår i släktet Onomastus och familjen hoppspindlar. Inga underarter finns listade i Catalogue of Life.